# Eocollinae
Sous-famille
Les Eocollinae sont une sous-famille de vers parasites de l'embranchement des acanthocéphales (vers à tête épineuse). Les acanthocéphales sont de petits animaux vermiformes parasites de vertébrés dont la taille varie entre 1 mm et 70 cm. Ils sont caractérisés par un proboscis rétractable portant des épines courbées en arrière qui leur permet de s'accrocher à la paroi intestinale de leurs hôtes.

## Liste des genres et espèces
Cette sous-famille comprend les genres et espèces suivantes :
- Eocollis Van Cleve, 1947
  - Eocollis arcanus Van Cleve, 1947
  - Eocollis harengulae Wang, 1981